# Una rosa para Emily
Una rosa para Emily (A Rose for Emily, en el original) es un cuento escrito por el escritor estadounidense William Faulkner y publicado por primera vez el 30 de abril de 1930, en el magazine The Forum. La historia se desarrolla en la ficticia ciudad de Jefferson, ubicada en el también ficticio condado de Yoknapatawpha.

## Estructura
El relato tiene cinco secciones, separadas con un asterisco. En cada una se presentan dos hechos, uno al principio y otro al final, con el objetivo de generar cierta expectativa en el lector e incitarlo a continuar con la sección siguiente. El cuento está narrado en primera persona del plural representando, en cierta forma, la voz del pueblo, que da su opinión sobre los hechos. Como en otras historias de Faulkner, el tiempo no corre lineal, sino dando saltos temporales.

## Argumento
Sección 1
La narración comienza con el día de la muerte de la señorita Emily Grierson, la última integrante de su encumbrada familia, y la visita a su antiguo caserón de los vecinos de Jefferson. Durante diez años, la señorita Grierson no permitió que nadie entrara a la casa y su vida era un enigma que despertaba curiosidad. La casa está envejecida, llena de polvo y con paredes agrietadas.
En el caserón solo vivían Emily y el fiel Tobe, su sirviente afroamericano, que envejeció junto a ella y prestaba servicio como mayordomo, cocinero, encargado de la limpieza y los mandados.
Al morir su padre, siendo Emily muy jovencita, el coronel Sartoris, la eximió de pagar los impuestos afirmando que Grierson, supuestamente, había prestado una gran suma de dinero a la ciudad. Pasados los años, las nuevas autoridades reclamaron muchas veces el pago de los impuestos atrasados. Una comitiva visita a Emily y ella rechaza la deuda y dice que le pregunten al coronel Sartoris (que ha muerto diez años atrás). Ofendida por el reclamo, le pide a Tobe que los acompañe a la salida.
Sección 2
El padre de Emily murió más de treinta años atrás y, casi al mismo tiempo, desapareció su prometido. Para ese entonces, los pobladores piden a las autoridades que hagan algo porque de ella sale un olor nauseabundo. Pero no hay ninguna ley que obligue a limpiar el interior de una casa. No entrando otra solución, un grupo de hombres echa cal viva alrededor del caserón.
Los vecinos comenzaron a sentir lástima por Emily, comparándola con su tía abuela Wyatt, la que murió loca y en soledad. Su padre, autoritario y celoso de su hija, se encargó de alejar a los pretendientes de su hija, alegando que ninguno estaba a su altura. Decían que mantuvo en la casa, durante tres días, el cadáver de su padre muerto por no aceptar quedarse sola. 
Sección 3
Después de la muerte del padre, Emily pasa mucho tiempo enferma y, al reaparecer, la comparan con los ángeles de las iglesias, trágicos y serenos. Entretanto, la modernidad llegaba al pueblo. Una cuadrilla de obreros se dedicará al arreglo de las veredas. El contratista y jefe de la cuadrilla Homer Barron inicia una relación con Emily. Las mujeres del pueblo lamentan que Emily se muestre interesada en Homer. Lo consideran muy inferior a ella. De todas maneras, Emily siempre mantiene la misma actitud: soberbia y fría con todos los vecinos. 
Sección 4
Un día se vio a Emily comprando veneno. El boticario le pregunto varias veces si era para ratas. Ella se limitó a responder que le diera arsénico. Pensaron que lo usaría para suicidarse, pero resultaba raro porque sus primas estaban de visita y se veía con Homer Barron. 
Cuando las primas se marchan, una noche vieron a Homer entrando a la casa. Después, nadie supo más nada de él. Muchos se desilusionaron. Habían creído que Emily y Homer se casarían. Incluso, ella había comprado ropa y accesorios para hombre y hasta un camisón para dormir.
Durante seis meses no la volvieron a ver, a no ser unas pocas veces que vieron su silueta a través de las cortinas de las ventanas. Emily dio clases de pintura a unas muchachas, pero a medida que crecían y se marchaban de Jefferson, se quedaba sin clientas. La puerta principal quedó cerrada para siempre después que la última alumna salió de la casa y Tobe usaba la puerta trasera para ir a hacer las compras.
Pasaron muchos años y Emily se puso gorda y su cabello, gris por las canas. El fiel Tobe y la casa envejecieron tanto como ella. Emily murió a la edad de 74 años.
Sección 5
El relato regresa al comienzo: el día del funeral. Tobe recibe a las señoras que llegan a la casa y sin ninguna explicación se va de la casa para no volver. Serán las primas las encargadas del entierro. Asisten los vecinos y, entre ellos, hay ancianos que hablan sobre ella y aseguran haberla tratado.
Después del entierro, los vecinos, para satisfacer su curiosidad, suben a un cuarto del segundo piso. Saben que ha estado cerrado durante cuarenta años. Para entrar, derriban la puerta. Adentro, encuentran el cuerpo sin vida de Homer Barron, que se ha podrido en la cama. En la almohada, cubierta de polvo, al lado de Homer, ven la hendidura producida por una cabeza y un largo cabello gris.

## Título
El título del relato ha tenido múltiples interpretaciones. Una de ellas relaciona la rosa con el comienzo del cuento: el funeral de Emily. En un funeral es habitual que haya una rosa. Otra, con un acto de generosidad de Faulkner hacia su personaje: le regala un rosa demostrando su compasión por la vida trágica que Emily vivió. En otra interpretación, la rosa simboliza el cuerpo muerto de Homer, si se ve a la flor como muerta o su sangre (suponiendo que la rosa del título sea roja), ya que fue asesinado. Podría ser, también, la sangre que habría derramado Emily si hubiera perdido la virginidad o su vida que se fue marchitando como una rosa.

## Personajes
Emily Grierson - Fascinante personaje principal . Su comportamiento es el de una excéntrica reclusa. De muchacha llena de vida y esperanza se convierte en una anciana enclaustrada en un viejo y decadente caserón. Después de la muerte de su padre, se deprime y se siente desolada. La gente del pueblo, viéndola sola y desamparada, siente lástima de ella. Su vida amorosa ha transcurrido con muchos pretendientes, pero ningún novio porque su padre se encargó de alejar a todos. Al pasar los años, mantiene una relación con Homer Barron. Los vecinos no ven con buenos ojos el vínculo entre ellos, ya que consideran a Homer como alguien muy inferior a ella. El tiempo pasa y nunca llegan a casarse. El día que Emily compra veneno, los pobladores creen que se suicidará. No es lo que hace. Usa el veneno para asesinar a Homer y dejar su cadáver en una cama matrimonial hasta que se pudra y sea un esqueleto.  La escena final sugiere que Emily es una necrofílica. Los necrofílicos suelen ser controladores. No pudiendo controlar a personas vivas, se relacionan con cadáveres. Es lo que Emily hace con el cadáver de su padre, al que retiene varios días antes de enterrarlo y, luego, con Homer. Si no puede controlarlo vivo y hacer su voluntad, matándolo consigue un poder total sobre su cuerpo.
Homer Barron - Capataz de una cuadrilla de obreros. Hombre del norte, corpulento, de cara oscura, ojos claros y voz potente. Al principio no es mal visto en el pueblo, pero ocurre todo lo contrario cuando sale a pasear los domingos con  Emily, llevándola en su carro y conduciendo el caballo con sus guantes amarillos. La gente lo ve como alguien muy inferior a ella y muchos lo han escuchado decir que él no es hombre para casarse. Tampoco cae bien verlo en compañía de hombres más jóvenes. Una noche desaparece y nadie sabrá nada de él. Ha sido asesinado por Emily y su cadáver putrefacto es encontrado en una cama matrimonial. En algunos análisis del personaje se afirma que Faulkner insinúa su homosexualidad.
El Narrador - Es el que cuenta la historia de Emily y una especie de representante de la opinión de los pobladores. Los hechos de la vida de Emily no son narrados de modo cronológico, sino dando saltos temporales. Los eventos principales que narra son: la muerte de Emily, la relación de Emily con su padre, su negativa a pagar los impuestos, la relación con Homer, la compra del veneno, la desaparición y posterior descubrimiento de que Homer ha sido asesinado por Emily, que ha conservado el cadáver durante años.
Juez Stevens - Alcalde de Jefferson, con ochenta años trata de satisfacer las demandas de los pobladores por el olor que emana de la casa Grierson. Respetando el orgullo y la posición social de Emily, junto a los concejales, decide que, a escondidas y de noche, rocíen de cal alrededor de la casa de Emily.
Señor Grierson - Padre de Emily, sobre la que ejerce un fuerte dominio. Para evitar que se case y continuar controlándola, se encarga de echar a todos los pretendientes argumentando que no tienen suficiente nivel para estar con ella. AL morir, Emily se niega a entregar el cadáver diciendo que de ningún modo está muerto y lo mantiene en la casa por varios días hasta que las autoridades intervienen.
Coronel Sartoris - Miembro de una poderosa e influyente familia de Jefferson. Al morir el padre de Emily, para protegerla, inventa que el pueblo le debe una importante suma al señor Grierson. De este modo, justifica el eximirla de pagar los impuestos de por vida. Al morir el coronel, sus sucesores, sin ningún resultado, tratan de cobrar la deuda.
Las primas - Dos orgullosas sureñas de Alabama. Llegan a Jefferson para vigilar la conducta de Emily,, muy cuestionada por su relación con Homer Barron. Pasan poco tiempo con ella y se marchan antes del desenlace de Emily y Homer.
Tobe - Sirviente inseparable de Emily. Se encarga de todas las tareas: mayordomo, mandadero, cocinero, aseador de la casa. Envejece con ella y al morir Emily abandona la casa para siempre.